# Iberoppia paradoxa
Iberoppia paradoxa är en kvalsterart som beskrevs av Pérez-Íñigo 1986. Iberoppia paradoxa ingår i släktet Iberoppia och familjen Spinozetidae. Inga underarter finns listade i Catalogue of Life.